# ヒメヤドリエビ亜綱
ヒメヤドリエビ亜綱（ヒメヤドリエビあこう、Tantulocarida）は、六齢ノープリウス綱に含まれる微小な甲殻類の分類群であり、海産甲殻類に外部寄生する寄生生物である。

## 生活史と形態
ヒメヤドリエビ類は他の甲殻類の体表に付着する寄生虫である。その外見は、付着器とそれに続くなめらかな袋状の構造からなり、甲殻類としての特徴をほとんど欠く。
ヒメヤドリエビ類は雌雄による両性生殖と雌だけによる単為生殖の2つの生活環からなる、複雑な生活史を持つ。以下で解説する生活史は、複数の種で得られた知見を総合して推定されたものである。生活史の各段階で形態も異なるため、形態についても併せて解説する。

### 幼生
ヒメヤドリエビ類の幼生は特異な形態を持ち、タンツルス（タンチュラス）幼生と呼ばれる。比較的に甲殻類らしく見えるステージで、宿主に付着している状態で発見されるだけでなく、独立して海底から採集されることもある。
タンツルス幼生は微小で、体長は0.8ミリメートルから0.15ミリメートルにしかならない。体は頭部、胸部、腹部の3つに分かれる。頭部は頭楯に覆われ、先端に向かうほど細くなる。頭部には口盤（吸盤）があるだけで、付属肢はない。頭部の背面と側面には感覚毛と小孔が配列し、これらをまとめて皮殻器官と呼ぶ（一部の種では腹面にもある）。
胸部は7つの体節からなる。そのうち後端の第7胸節を除く6つの体節は、それぞれ1対の付属肢を備える。腹部には付属肢はなく、体節数は種によって異なる。腹部後端の尾節には尾叉がある。タンツルス幼生の体のうち、付属肢のない第7胸節と腹部を合わせて後体部、それより前を前体部に区分する。
タンツルス幼生は口盤で宿主に付着すると、口盤から突き出る針を使って宿主体表のクチクラに穴をあけ、漏斗状器官を通じて体液を吸う。

### 単為生殖
単為生殖雌は、宿主に付着したタンツルス幼生が胸部と腹部を切り離し、残った頭部から生じる。頭部の後半が膨らんで袋状の胴部となり、その中に単為生殖卵が形成される。
単為生殖雌の体長は種によって異なり、大きいもので0.5ミリメートルから0.9ミリメートル、小さいものでは0.1ミリメートルから0.3ミリメートル。大きなタイプのものでは、宿主に付着した頭部と、袋状胴部との間に長い頸部が生じる。頸部はスプリング状になることがあり、卵が脱落するのを防ぐ機能があると推測されている。小型の種では頸部はほとんど発達しない。
単為生殖卵の大きさは種によって異なるが、直径0.03ミリメートルから0.05ミリメートル。卵数は、小型で頸部の発達しない種では最大26個だが、大型で頸部の発達する種では100個を超えることがある。成熟した卵のなかにはタンツルス幼生の体がすでにできている。胴部が裂けて孵化した幼生は拡散し、脱皮することなく再び宿主に付着すると考えられている。
以上のように、単為生殖の生活環は、宿主に付着したタンツルス幼生が単為生殖雌になり、その雌がまたタンツルス幼生を生み出すというものである。ヒメヤドリエビ類は、主にこの単為生殖によって繁殖すると考えられる。

### 両性生殖
両性生殖個体は雌雄異体であり、雄と雌がいる。どちらも単為生殖雌と同じく宿主に付着したタンツルス幼生から生じるが、その形態には大きな違いがある。
両性生殖雌は、単為生殖雌と同じように、胸部と腹部を脱落させたタンツルス幼生の頭部から生じる。両性生殖雌の体は、袋状に膨らんだ幼生頭部のなかで、あたかも昆虫の蛹のように形成される。この間、雌は「へその緒」と呼ばれる組織を通じて、宿主から栄養を得る。両性生殖雌の体長は0.5ミリメートル前後で、1対の触角を備える頭胸部に、付属肢を備える胸節が2つ、付属肢のない体節が3つ、合わせて6体節の体を持つ。2対の胸肢は雄を把握するのに役立つと推測されている。卵は雌の体がまだ幼生の体内にあるうちに、頭胸部のなかで形成される。イトウヒメヤドリエビでは、この卵は直径約0.032ミリメートルで、1個体の体内に14個が確認された。生殖孔は頭胸部後半の腹面にある。
雄になるタンツルス幼生は胸部と腹部を切り離さず、胸部が膨らみ、そのなかで雄の体が形成される。雄も雌と同様に、へその緒を通じて栄養を得て成長する。成熟した雄の体長は0.2ミリメートルから0.5ミリメートル。頭胸部は頭部と2つの胸節が融合したもので、その先端には数対の感覚毛がある。ほかに頭胸部に含まれない胸節が4つある。胸節はそれぞれ1対の付属肢をもつので、雄は計6対の胸肢を備える。この胸肢は遊泳に用いられると考えられる。後体部は2体節（または2つが癒合した1体節）で、前方の体節にペニスがある。
両性生殖の雌雄はやがて宿主を離れて出会い、配偶するものと思われるが、宿主から離れた状態の雌雄が採集されたことはなく、詳細は不明である。両性生殖によって生じる受精卵が、どのような幼生に発達するのかもわかっていない。

## 分布
ヒメヤドリエビ類の分布は広く、全世界の極域から熱帯域にまで生息し、また深海にすむものから、潮間帯に見られるものまでいる。

## 寄生
ヒメヤドリエビは小型甲殻類に寄生して栄養を得る外部寄生者である。甲殻類のなかでも、宿主になるのは顎脚類（カイアシ類と貝虫類）とフクロエビ（タナイス類、ミズムシ類、ヨコエビ類、クーマ類など）に限られる。寄生性のカイアシ類に寄生（超寄生）するものもいる。少なくとも一部の種は複数種の宿主に寄生することが確認されており、宿主特異性は弱いと推測されている。1個体の宿主に多数のヒメヤドリエビが寄生することもあり、64個体のタンツルス幼生に寄生されたヨコエビも報告されている。
ヒメヤドリエビは体表に付着して寄生するため、宿主が脱皮すると寄生を続けられないと考えられる。そのため、とくに頻繁に脱皮するカイアシ類に寄生するものは、何らかのメカニズムで宿主の脱皮を抑制していると予想されている。

## 系統と分類
ヒメヤドリエビの単為生殖雌は1903年に報告されているが、分類学的な研究が進んだのは20世紀後半になってからである。発見当初はヤドリムシ類に分類されていたが、1983年に独立の綱が設立された。その後、主に生殖孔の位置から、鞘甲亜綱（フジツボなどを含む分類群）に近縁であると考えられるようになった。
ヒメヤドリエビ亜綱はヒメヤドリエビ目1目のみを含み、以下の5科に分類される。
- Basipodellidae Boxshall & Lincoln, 1983
- Deoterthridae Boxshall & Lincoln, 1987
- Doryphallophoridae Huys, 1991
- Microdajidae Boxshall & Lincoln, 1987
- Onceroxenidae Huys, 1991